# Eisenbahn-Pionier-Brigade (Wehrmacht)
Die Eisenbahn-Pionier-Brigaden wurden aus unterschiedlichen Regiments- und Bataillonseinheiten der Pioniertruppenteile aufgestellt und waren im Zweiten Weltkrieg Brigaden der deutschen Wehrmacht.

## Eisenbahn-Pionier-Brigadestab 1
Der Eisenbahn-Pionier-Brigadestab 1 wurde am 10. Dezember 1942 aus dem Stab des Eisenbahn-Pionier-Regiments 3, welches ab 1. April 1940 bestand, für den Wehrkreis III mit Standort in Fürstenwalde aufgestellt. Als Heerestruppenteil war der Brigadestab 1944 bei der Heeresgruppe A und kam später zur Heeresgruppe Mitte. 

## Eisenbahn-Pionier-Brigadestab 2
Der Eisenbahn-Pionier-Brigadestab 2 wurde am 1. Januar 1944 mit Verfügung vom 9. Juli 1943 bei der Heeresgruppe Mitte für den Wehrkreis XVII mit Standort in Korneuburg aufgestellt. Als Heerestruppenteil war der Brigadestab 1944 bei der Heeresgruppe Mitte und kam später zur Heeresgruppe Nord. Kurz vor Kriegsende war der Brigadestab erst in Neubrandenburg und dann in Hof.
Einziger Kommandeur des Brigadestabs war der Oberst/Generalmajor Othmar Krüpl.

## Eisenbahn-Pionier-Brigadestab 3
Am 1. Oktober 1943 wurde bei der Heeresgruppe Nord mit Verfügung vom 9. Juli 1943 der Eisenbahn-Pionier-Brigadestab 3 für den Wehrkreis IX mit Standort in Hanau eingerichtet. Als Heerestruppenteil war der Brigadestab 1944 bei der Heeresgruppe Nord und kam später ins Kurland. 1945 wechselte die Unterstellung zur Heeresgruppe Weichsel.
Einziger Kommandeur des Brigadestabs war der Oberst/Generalmajor Paul Block.